# Dianthus biflorus
Dianthus biflorus är en nejlikväxtart som beskrevs av James Edward Smith. Dianthus biflorus ingår i släktet nejlikor, och familjen nejlikväxter. Inga underarter finns listade i Catalogue of Life.